# Conselho Nacional de Mulheres (Grã-Bretanha)
O Conselho Nacional de Mulheres da Grã-Bretanha (NCWGB - National Council of Women; em inglês) examina questões que vão desde a conscientização do consumidor até desenvolvimentos e desafios na ciência e na saúde. Oferece um fórum de debate e uma oportunidade para as mulheres expressarem suas preocupações, fazerem recomendações ao governo e outras agências de tomada de decisão; e fornece uma rede de apoio fundamental para mulheres no Reino Unido. Ela coordena os esforços voluntários das mulheres em toda a Grã-Bretanha. Fundada em 1895, como União Nacional de Mulheres Trabalhadoras, para "promover simpatia de pensamento e propósito entre as mulheres da Grã-Bretanha e da Irlanda".

## História
O Conselho Nacional de Mulheres da Grã-Bretanha foi fundado em 1895 como União Nacional de Mulheres Trabalhadoras. Isso resultou do trabalho de várias mulheres engajadas no cuidado de meninas com dificuldades decorridas de condições de trabalho insatisfatórias. Elas se formaram em pequenos grupos que se tornaram o Sindicato Nacional das Mulheres Trabalhadoras. NCWGB tornou-se afiliado ao Conselho Internacional de Mulheres (ICW) em 1897. Em 1918, seu título foi formalmente alterado para Conselho Nacional de Mulheres da Grã-Bretanha. Em 1951, tornou-se uma entidade constituída regida por um Memorando e Artigos de Associação.